# Bana (langue hmong-mien)
Pour les articles homonymes, voir Bana.
Le bana (ou pa na, autonyme, pa53na313, chinois 巴那语, Bānàyǔ) est une langue hmong-mien parlée en Chine, par des Hmongs.

## Localisation géographique
Le bana est parlé au Hunan, dans le xian autonome miao de Chengbu et dans le xian de Suining.

## Classification interne
Le bana reste une langue difficilement classée à l'intérieur de la famille hmong-mien.

## Phonologie
Les tableaux présentent les phonèmes vocaliques et consonantiques du bana.

### Voyelles
|         | Antérieure  | Centrale | Postérieure |
| ------- | ----------- | -------- | ----------- |
| Fermée  | i [i] y [y] |          | ɿ [ɿ] u [u] |
| Moyenne | e [e]       | ə˞ [ə˞]  | o [o]       |
| Ouverte | a [a]       |          |             |

### Diphtongues et rimes
Le bana possède un nombre réduit de diphtongues et de rimes. Les diphtongues sont [ei], [ai], [au] [eu]. Les autres rimes se finissent par les consonnes [n] et [ŋ]. 

### Consonnes initiales
|            |               | Bilabiales | Alvéolaires | Alvéolaires | Alv.-pal. | Vélaires  | Glottales |
| ---------- | ------------- | ---------- | ----------- | ----------- | --------- | --------- | --------- |
| Centrales  | Latérales     | Bilabiales |             |             | Alv.-pal. | Vélaires  | Glottales |
| Occlusives | Sourdes       | p [p]      | t [t]       |             |           | k [k]     | ʔ [ʔ]     |
| Occlusives | Aspirées      | ph [pʰ]    | th [tʰ]     |             |           | kh [kʰ]   |           |
| Occlusives | Palatalisées  | pj [pʲ]    | tj [tʲ]     |             |           | kj [kʲ]   |           |
| Occlusives | Palatal. asp. | pjh [pʲʰ]  | tjh [tʲʰ]   |             |           | kjh [kʲʰ] |           |
| Occlusives | Labialisées   |            |             |             |           | kw [kʷ]   |           |
| Occlusives | Lab. asp.     |            |             |             |           | kwh [kʷʰ] |           |
| Occlusives | Sonores       | b [b]      | d [d]       |             |           | ɡ [ɡ]     |           |
| Occlusives | Palatalisées  | bj [bʲ]    | dj [dʲ]     |             |           | ɡj [ɡʲ]   |           |
| Occlusives | Labialisées   |            |             |             |           | ɡw [ɡʷ]   |           |
| Fricatives | Sourdes       | f [f]      | s [s]       |             | ɕ [ɕ]     |           | h [h]     |
| Fricatives | Palatalisées  | fj [fʲ]    | sj [sʲ]     |             |           |           |           |
| Fricatives | Sonores       | v [v]      |             |             | ʑ [ʑ]     |           |           |
| Fricatives | Palatalisées  | vj [vʲ]    |             |             |           |           |           |
| Affriquées | Sourdes       |            | ts [t͡s]     | tɬ [t͡ɬ]     | tɕ [t͡ɕ]   |           |           |
| Affriquées | Aspirées      |            | tsh [t͡sʰ]   | tɬh [t͡ɬʰ]   | tɕh [t͡ɕʰ] |           |           |
| Affriquées | Palatalisées  |            | tsj [t͡sʲ]   | tɬj [t͡ɬʲ]   |           |           |           |
| Affriquées | Palatal. asp. |            | tsjh [t͡sʲʰ] | tɬjh [t͡ɬʲʰ] |           |           |           |
| Affriquées | Sonores       |            | dz [d͡z]     | dɮ [d͡ɮ]     | dʑ [d͡ʑ]   |           |           |
| Affriquées | Palatalisées  |            |             | dɮj [d͡ɮʲ]   |           |           |           |
| Liquides   | Sonores       |            |             | l [l]       |           |           |           |
| Liquides   | Palatalisées  |            |             | lj [lʲ]     |           |           |           |
| Nasales    | Sonores       | m [m]      | n [n]       |             | ȵ [ȵ]     | ŋ [ŋ]     |           |
| Nasales    | Palatalisées  | mj [mʲ]    | nj [nʲ]     |             |           |           |           |

### Tons
Le bana est une langue à tons qui compte  huit tons : 
| Ton | Valeur | Exemple     | Traduction           |
| --- | ------ | ----------- | -------------------- |
| 1   | 13     | ʔŋ13        | eau, rivière, fleuve |
| 2   | 313    | na313       | être humain          |
| 3   | 44     | ɡau44       | vomir                |
| 4   | 31     | ɡwa31       | saisir               |
| 5   | 35     | tŋ35        | se jeter             |
| 6   | 22     | tɬe22       | lancer, jeter        |
| 7   | 55     | bja31tɬhi55 | loche d'étang        |
| 8   | 53     | bja53       | piquant              |

## Sources
- (zh) Chen Qiguang, 2001, 巴那语概况 - Bānàyǔ gàikuàng. A Brief Introduction of Bana Language, Minzu Yuwen, 2001:2, pp. 69-81.